# Hot Dogs for Gauguin
Hot Dogs for Gauguin is een korte studentenfilm uit 1972, geschreven en geregisseerd door Martin Brest, die later de films Beverly Hills Cop, Scent of a Woman en Meet Joe Black zou maken. De hoofdrollen werden gespeeld door Danny DeVito en Rhea Perlman. De film is in 2009 in het National Film Registry opgenomen ter conservatie.